# Cläre Maillard
Cläre Maillard  (* 4. Juli 1892 in Danzig als Klara Konradine Elisabeth Zechlin; † 24. Oktober 1966 in Berlin) war eine deutsche Historikerin und Genealogin.

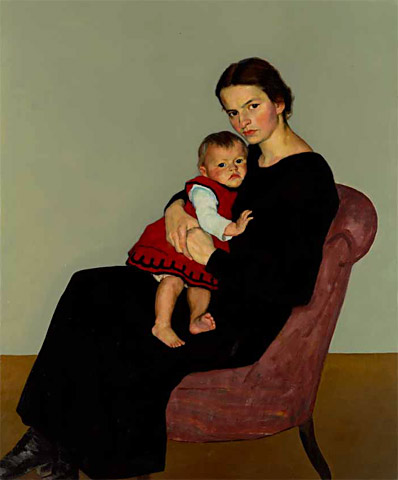
Willi Maillard: Cläre Maillard mit Tochter Maria (1920)

## Leben und Werk
Cläre Maillard war die Tochter des Militäroberpfarres Lothar Zechlin, eine Enkelin des altmärkischen Heimatforschers Theodor Zechlin und Schwester des Historikers Egmont Zechlin sowie der Werkpädagogin Ruth Zechlin.
Cläre Maillard war seit 1916 mit Willi Maillard, einem Maler der von Max Liebermann geleiteten Freien Secession und Professor an der Kunstakademie in Berlin, verheiratet. Sie war im lokalhistorischen Bereich und auch als professionelle Genealogin tätig. Neben der Erforschung zahlreicher märkischer Geschlechter erstellte sie eine Chronik ihrer eigenen Familie, der Salzwedeler Familie Zechlin und den Stammbaum des aus Salzwedel stammenden Historikers Friedrich Meinecke, der ein Jugendfreund ihres Vaters gewesen war.
Willi und Cläre Maillard hatten zwei Töchter, die ältere war die Malerin Maria Kegel-Maillard, die jüngere die Musikerin und bekannte Kinderbuchillustratorin Katharina Maillard, verheiratet mit dem Lyriker und Bibliothekar Lutz Greve. Während des Zweiten Weltkrieges siedelte die Familie 1943 nach Konstanz über, wo Willi Maillard 1945 starb.
Cläre Maillard verbrachte ihre letzten Jahre bis 1966 in Meersburg und West-Berlin, in Meersburg war sie auch als Lokalhistorikerin aktiv.